# Герб Киевского воеводства
Герб Киевского воеводства (пол. Herb województwa kijowskiego) — официальный символ Киевского воеводства Великого княжества Литовского и Речи Посполитой.
С середины XIV века Киевское княжество входит в сферу влияния Великого Княжества Литовского. Польскому королю и Великому князю Литовскому Казимиру IV не нравилось усиление Киевского княжества и в 1471 году оно было преобразовано в Киевское воеводство. После создания Речи Посполитой по Люблинской унии 1569 года Киевское воеводство было исключено из состава Великого Княжества Литовского и передано под управление Короны Польской. По условиям Андрусовского перемирия 1667 года Речь Посполитая потеряла большую часть воеводства и его столицу, но его название не было изменено. Центром воеводства стал Житомир.

## Описание
Литовский герб
До 1569 года и в дальнейшем в официальных документах Великого княжества Литовского: идущий медведь в голубом или белом поле.
Польский герб
С 1569 года герб Киевского воеводства в составе Польской короны: в красном поле белая фигура святого Михаила Архангела, держащего в правой руке обнажённый меч, опущенным вниз концом, а в левой — ножны, конец которых касается меча.

## История

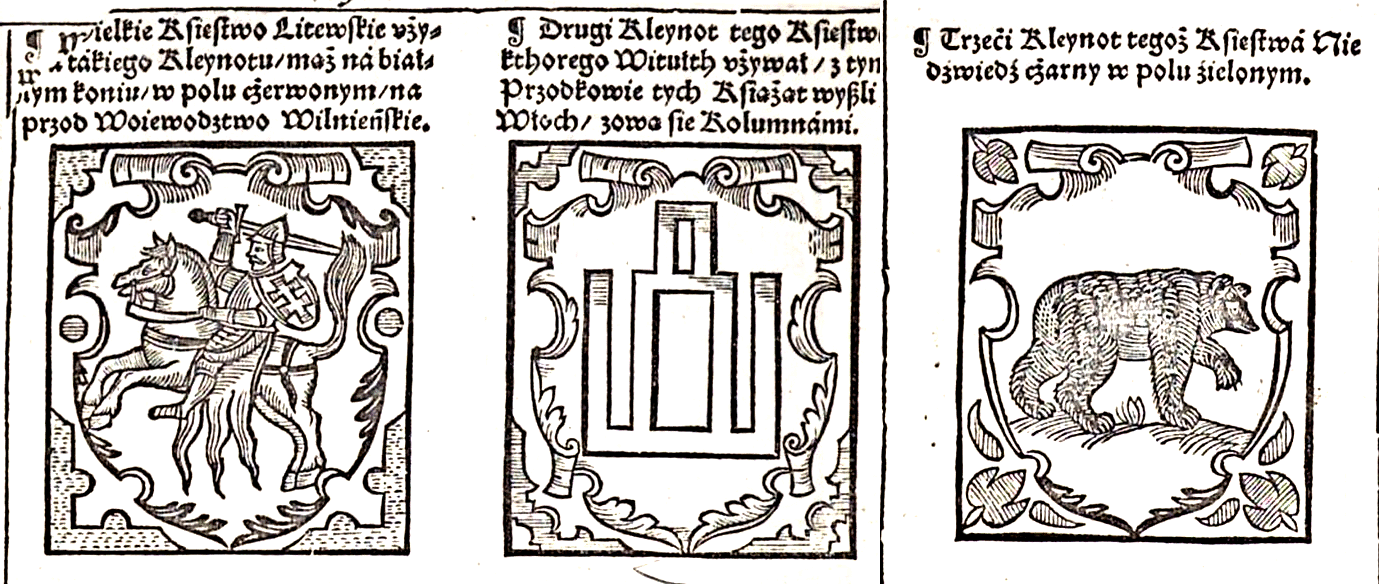
Три герба Великого княжества Литовского: Погоня, Коломны и идущий медведь. Из гербовника Б. Папроцкого. 1584 г.

Архангел Михаил со времён Киевской Руси считался защитником Киева и Киевской земли.
После присоединения Киевского княжества именно он появляется в 1529 году на печати Великого князя Литовского Сигизмунда I, наряду с гербами Смоленской и Волынской земель.
В 1507—17 годах по образцу герба Киевского воеводства создан герб Новогрудского воеводства с изображением Архангела Михаила. С этого времени киевская хоругвь изменяется, и обзаводится гербом с изображением чёрного медведя. Окончательно герб с медведем закрепился на Виленском Сейме 1529 года. Первоначальный вид и цвет герба были зафиксированы в гербовнике Stemmata Polonica.
Герб с идущим медведем изображался на литовских печатях до раздела Речи Посполитой. Бартош Папроцкий в своей книге «Гербы польского рыцарства», изданной в 1584 году, причислял герб с идущим медведем, наряду с Погоней и Коломнами, к основным гербам Великого княжества Литовского.  В литовской геральдике вплоть до раздела Речи Посполитой как герб воеводства использовался идущий чёрный медведь на светлом фоне.
После присоединения воеводства к Польской Короне в 1569 году, в польской геральдике в основном используется изображение архангела Михаила с опущенным мечём и ножнами. В новом гербе (лат. vir armatus) меч, опущенный острием, был символом покорности и повиновения польскому королю.

## Галерея

Символы Киевского княжества
Печать киевского князя с изображением архангела Михаила. XII—XIV века.
Монета Киевского князя Владимира Ольгердовича. 1388—1392 гг.

Гербы воеводства в литовской геральдике
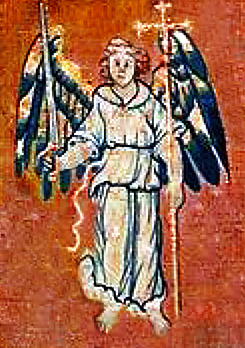
Герб Киевского воеводства с гобелена Сигизмунда II Августа, 1548
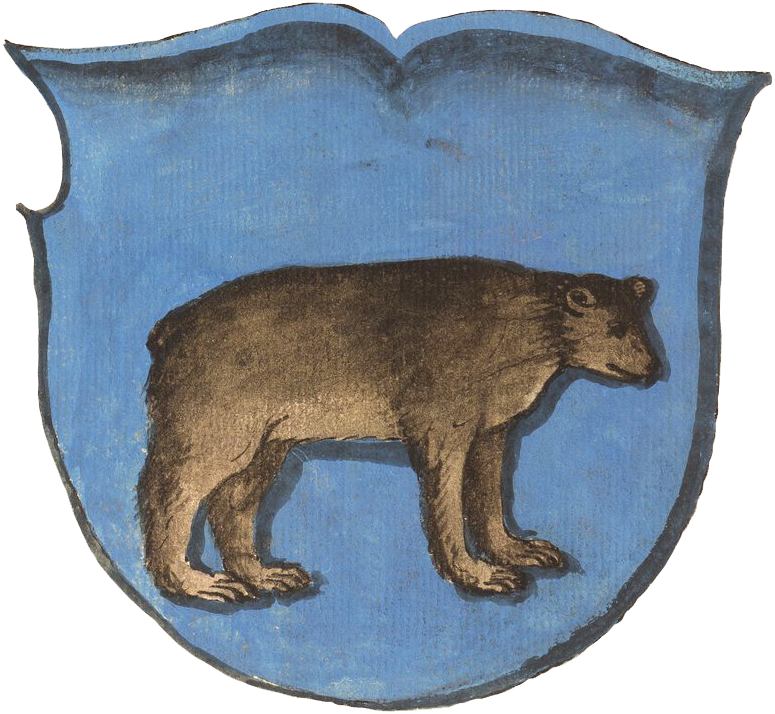
Герб Киевского воеводства с 1517 г. Из гербовника Stemmata Polonica. Ок. 1555 г.
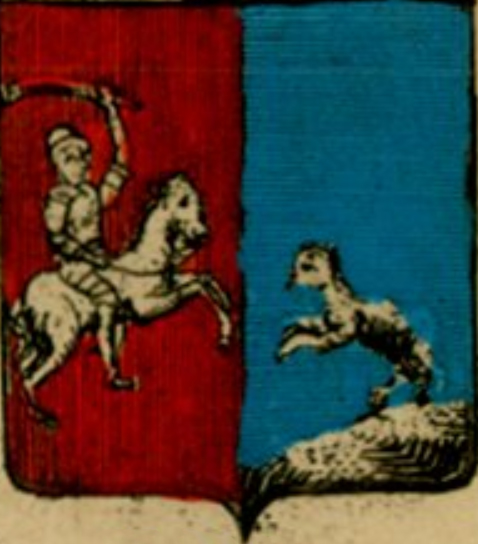
Герб воеводства в Великом княжестве Литовском. 1712 г.
Герб с печати Великого князя Литовского Станислава Августа (1764–1795)
Герб Киевского воеводства с 1517 г. Из гербовника Каспера Несецкого, 1839 г.

Герб воеводства в польской геральдике
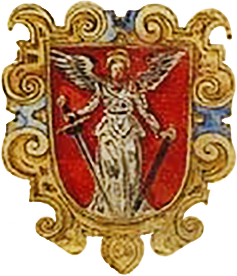
Герб воеводства в Польском королевстве. С акта короля Сигизмунда III 1588 г.
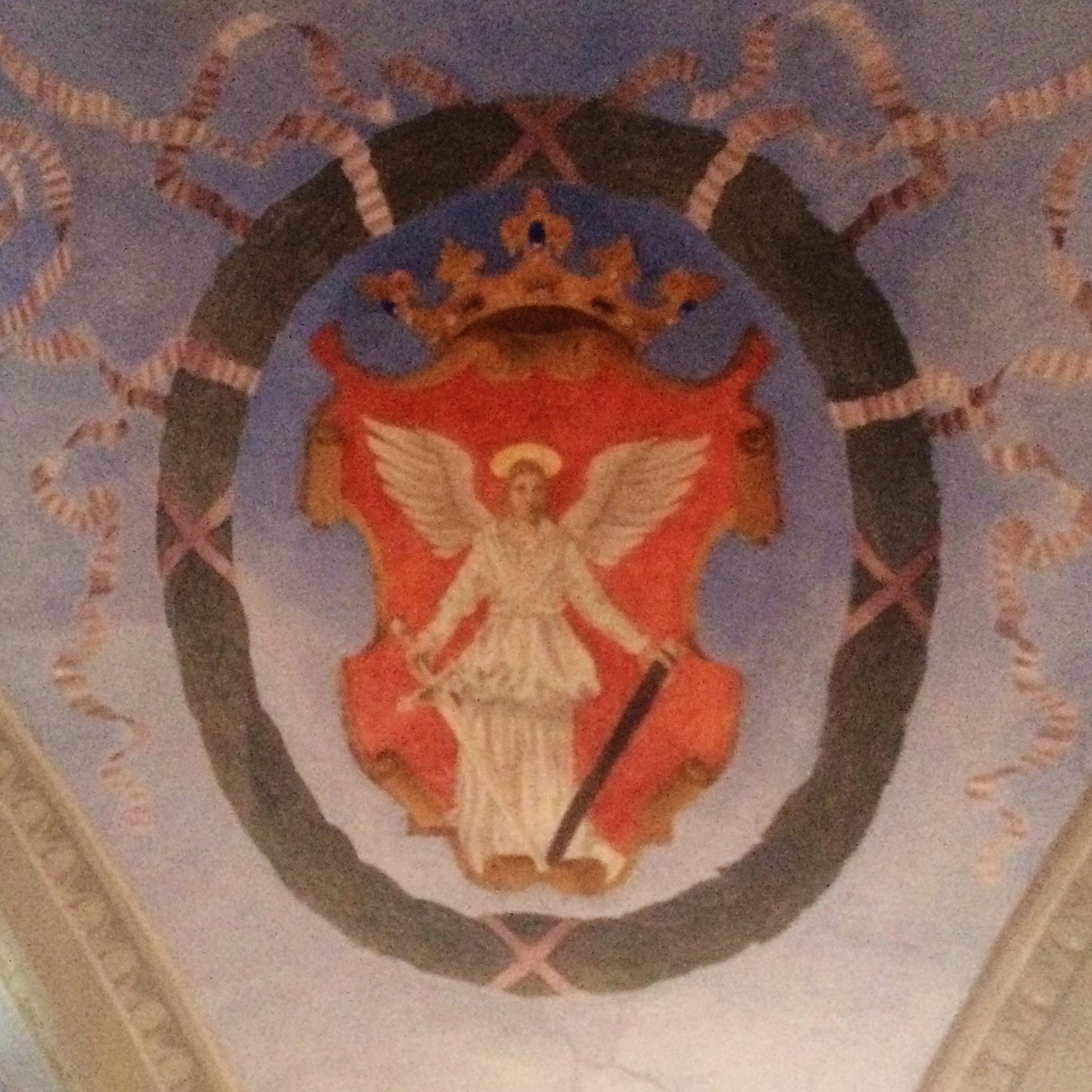
Герб воеводства в Посольском зале Королевского замка Варшавы.
Герб Киевского воеводства с 1569 г. Из гербовника Каспера Несецкого, 1839 г.
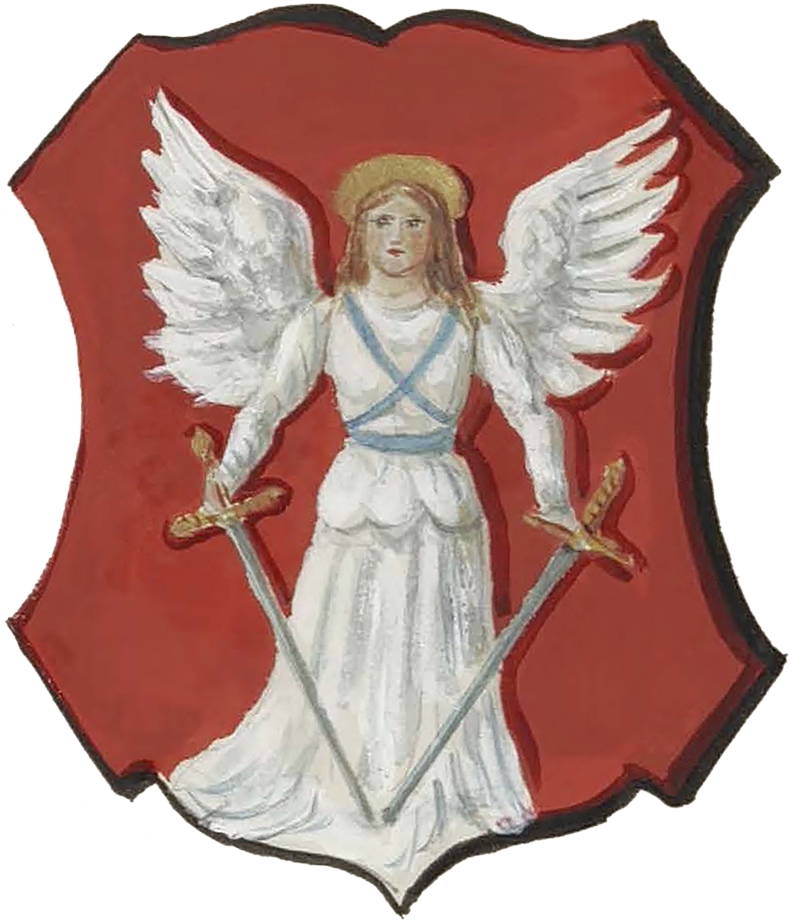
Герб воеводства из гербовника 1875 года
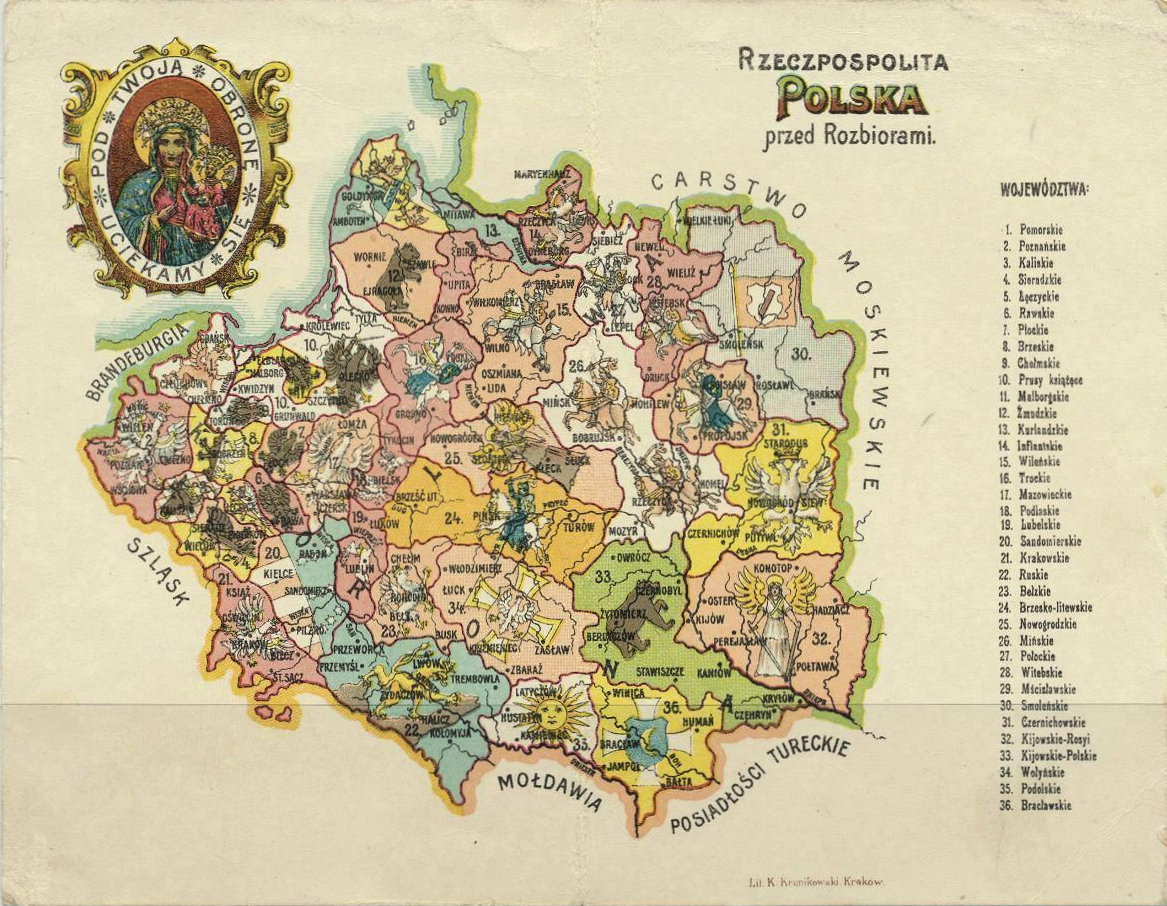
Два герба воеводства на карте Речи Посполитой после Андрусовского перемирия в 1667 г. Рисунок 1907 г.